# Gevlekt koffieboontje
Het gevlekt koffieboontje (Trivia monacha) (ook wel Europese kauri) is een slakkensoort uit de familie van de ribkauri's (Triviidae). De wetenschappelijke naam van de soort werd in 1778 voor het eerst geldig gepubliceerd door Emanuel Mendez da Costa. De soort geldt als inheems voor Nederland en België, en spoelt af en toe aan in Zeeland.

## Uiterlijk
Het gevlekt koffieboontje is ongeveer 12 mm hoog. De kleur is roze tot grijs, aan onderkant meestal meer wit. Op de rugzijde bevinden zich drie bruine vlekken.

## Voorkomen en ecologie
Het dier leeft doorgaans op rotsige kusten in ondiep water. Het dier eet vooral zakpijpen (Ascidiacea). 
De eieren worden door de vrouwtjesdieren gelegd in eikapsels, die elk circa 800 eieren bevatten. Als de larven na enkele weken zijn uitgekomen, leven deze enige maanden als plankton. Ongeveer een half jaar nadat de eieren zijn uitgekomen krijgen de dieren hun uiteindelijke schelpvorm.
De soort komt voor van de Middellandse zee tot Scandinavië en de Britse Eilanden, ook langs de Nederlandse en Belgische kust. Het verspreidingsgebied is iets zuidelijker dan dat van het ongevlekt koffieboontje (Trivia arctica).

## Geldkauri
Naast het gevlekt koffieboontje wordt ook wel de wat grotere geldkauri (Monetaria moneta) (circa 25 mm) gevonden aan de Vlaamse, Zeeuwse of Hollandse stranden. Deze soort werd in vroeger tijden door de VOC als betaalmiddel gebruikt, en de aangespoelde dieren zijn  afkomstig van destijds vergane schepen.

## Bron
- Anemoon
- W.J. Prud; homme van Reine, 1963 Wat vind ik aan het strand? Thieme, Zutphen.